# Microneta viaria
Microneta watona là một loài nhện trong họ Linyphiidae. 
Loài này thuộc chi Microneta. Microneta viaria được Blackwall miêu tả năm 1841.
Nó có chiều dài từ 2 đến 3 mm. Lưng có màu vàng ánh đỏ nâu.